# Б-502
Б-502 — советская и российская подводная лодка проекта 671РТМ «Щука».

## История
2 февраля 1977 года была официально зачислена в списки кораблей ВМФ СССР. 23 июня 1979 года состоялась закладка корабля на Адмиралтейском судостроительном заводе в Ленинграде под заводским номером 01641.
17 августа 1980 года была спущена на воду, 31 декабря того же года официально вошла в строй.
24 января 1981 года вошла в состав 33-й дивизии 1-й флотилии подводных лодок Северного флота. Впоследствии неоднократно перечислялась в другие дивизии: в том же году вошла в состав 6-й, в 1982 году — 33-й, в 1985 году — 11-й, в 1992 году — 33-й, в 1994 году — 11-й.
С 1988 по 1992 год прошла средний ремонт на судоремонтном заводе «Нерпа».
3 июня 1992 года была переклассифицирована в атомную большую подводную лодку и переименована в Б-502.
21 марта 1999 года получила название «Волгоград».
В 2000 году была выведена из состава ВМФ и поставлена на отстой. Утилизирована в 2006 году.

## Командиры
- Шамшур Ю.К.    (197?-1980-1982)
- Головко В.В.   (1982?-1983-1985-198?)
- Ткачев А.Г.    (198?-1990)
- Горлов О.А.    (1990-1991-1992?)
- Мельник В.М.   (1991?-1992-1994-1995?)
- Свидунович В.Л.(1995-1999)
- Яровенко Б.В.  (1999-2001)
- Ников И.В.      (2002-2006?)

## Вооружение
На вооружении корабля находился торпедно-ракетный комплекс, включающий четыре 533-мм и два 650-мм торпедных аппарата, боекомплект которых включал торпеды 53-65К или СЭТ-65, подводные ракеты М-5 и ракето-торпеды 81Р, и 6 сверхмощных дальноходных торпед 65-76 калибром 650 мм. Также корабль вместо торпед мог нести до 36 мин типа «Голец».